# Planeta super-habitável

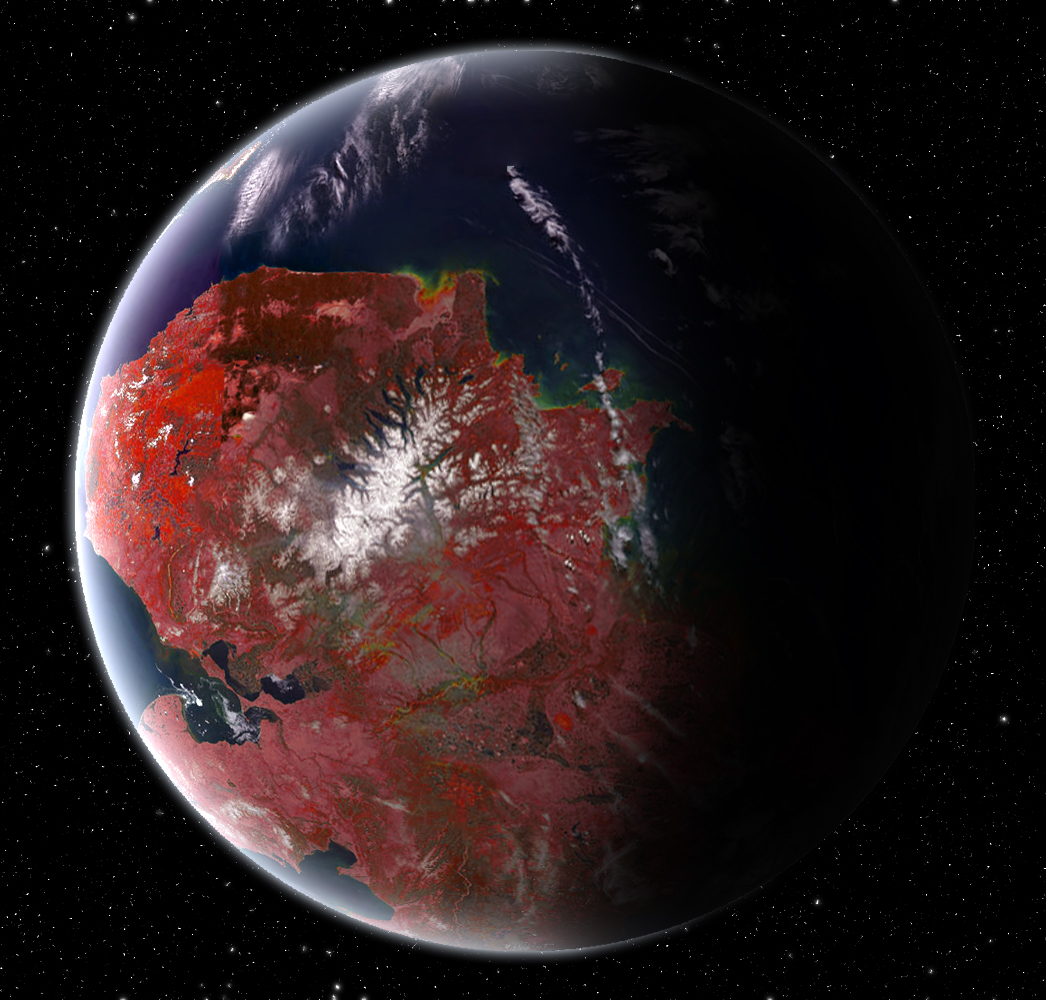
Possível aparência de um planeta super-habitável. O tom avermelhado das massas é devida à cor da vegetação.

Um planeta super-habitável é um tipo de exoplaneta hipotético semelhante à Terra, que apresenta condições mais adequadas para o surgimento e evolução da vida do que o nosso próprio planeta. Nos últimos anos, muitos especialistas têm criticado o critério  antropocentrista na busca por vida extraterrestre, considerando que há vários pontos onde a Terra não representam o melhor em habitabilidade planetária como o tipo de estrela que orbita, área total, proporção coberta por oceanos (e sua profundidade média), campo magnético, placas tectônicas, a temperatura da superfície, etc. Assim, pode haver exoplanetas no universo que oferecem os melhores cenários para a vida, permitindo que surja com mais facilidade e que perdure por mais tempo.
Em um extenso relatório publicado em janeiro de 2014 para a revista Astrobiology intitulado de Superhabitable Worlds, os astrofísicos René Heller e John Armstrong coletaram e analisaram a maioria dos estudos realizados nos últimos anos nesta matéria. As pesquisas desses astrofísicos permitem estabelecer um perfil de planetas super-habitáveis de acordo com tipo estelar, massa e localização no sistema planetário, entre outras características. Eles concluíram que esses planetas poderiam ser muito mais comuns que os análogos terrestres.
No início de 2017, ainda não havia sido confirmado nenhum exoplaneta que atendesse a todas as características de um planeta super-habitável. Porém, até 30 de dezembro de 2024, um total geral de 7387 planetas em 5069 sistemas, com 1030 sistemas tendo mais de um planeta, foram encontrados usando todos métodos de deteção.